# 상촌초등학교 황학분교
상촌초등학교 황학분교는 충청북도 영동군 상촌면 궁촌5길 6 (궁촌리)에 있었던 분교이다.

## 연혁
- 1941.06.04 상촌공립국민학교 부설 궁촌간이학교 개교(설립인가 4월 1일)
- 1944.03.09 황학공립국민학교로 인가
- 1964.03.01 홍덕분교장 개교
- 1995.03.01 상촌국민학교 황학분교장
- 1998.03.01 폐교